# Фенантролин
Фенантролин (1,10-фенантролин, о-фенантролин) — органическое вещество, относящееся к гетероциклическим конденсированным соединениям.

## Физические и химические свойства
Фенантролин представляет собой белое кристаллическое вещество, растворимое в этаноле, хлороформе, ацетоне, плохо растворимое в воде (0,3 г в 100 г воды) и диэтиловом эфире. Реагирует с кислотами с образованием солей.

## Получение
Фенантролин получают по реакции глицерина с о-фенилендиамином в присутствии серной кислоты и оксида мышьяка(III).

## Применение
Фенантролин используется как аналитический реагент для фотометрического анализа иона Fe(II), что связано с образованием комплекса красного цвета [Fe(phen)3]2+. В присутствии сильных окислителей, например, Ce(IV), происходит окисление [Fe(phen)3]2+ до [Fe(phen)3]3+, имеющего голубую окраску. УВИ-спектр фенантролинового комплекса Fe(II) имеет максимумы при λ=490 нм (ε=1,06·106) и λ=505 нм (ε=1,10·104), которые не зависят от pH раствора в интервале от 2 до 9. Предел обнаружения Fe(II) составляет 0,13-0,15 мкг/л. Для анализа Fe(III) его предварительно восстанавливают до Fe(II), например, гидрохиноном или солями гидроксиламина.
Кроме того, этот комплекс под названием ферроин используется как окислительно-восстановительный индикатор, имеющий стандартный потенциал 1,06 В. При этом окисленная форма ферроина имеет бледно-голубой цвет, восстановленный — тёмно-красный.
Фенантролин используется также для определения Mo(III), Mo(IV), Co(II), Ru(II), Cu(I), Ag(I) прямым методом и V(V), Hg(II) косвенным методом.